# 바버라 이브 해리스
바버라 이브 해리스(영어: Barbara Eve Harris, 1959년 3월 8일 ~ )는 트리니다드토바고 태생의 캐나다 배우로, 본명은 바버라 이배드니 리드히버트(Barbara Evadney Reid-Hibbert)이다. 영화 《미드나잇 미트 트레인》(2008), 《어메이징 스파이더맨》(2012) 등에 출연하였다.

## 출연 작품
- 메시아 (2016)
- 노 오디너리 히어로: 슈퍼디파이 무비 (2013)
- 피플 라이크 어스 (2012)
- 어메이징 스파이더맨 (2012)
- 프리즌 브레이크: 완결편 (2009)
- 미드나잇 미트 트레인 (2008)
- 대지진 10.5 2 (2006)
- 프리즌 브레이크 시즌1 (2005)
- 커맨더 인 치프 (2005)
- 잭 & 바비 (2004)
- 어 타임 포 댄싱 (2002)
- 클레어 작전 (2001)
- 이그니션 (2001)
- 나이트메어 맨 (1999)
- 인 히스 파더스 슈즈 (1997)
- 크리티컬 케어 (1997)
- 테크워 4 (1994)
- ER (1994)
- 의혹의 함정 (1993)
- 리버레이터 (1987)